# Bouřlivý večer
Bouřlivý večer (ve francouzském originále La Soirée orageuse) je opéra comique („comédie mêlée d'ariettes“) o jednom dějství francouzského skladatele Nicolase Dalayraca na libreto francouzského dramatika Jeana-Baptista Radeta. Premiéru opery uvedlo 29. května 1790 pařížské divadlo  Comédie-Italienne (nynější Opéra-Comique).

## Vznik, charakteristika a historie
Nicolas Dalayrac patřil vedle A. E. M. Grétryho k nejvýznamnějším a nejhranějším skladatelům francouzské komické opery. Jednoaktovka Bouřlivý večer zaujímá v jeho tvorbě spíše okrajové místo, je však pro jeho tvorbu typická. Libreto k poněkud fraškovitému příběhu („buffonérii“) mu dodal mladý dramatik Jean-Baptiste Radet (1752–1830), pozdější slavný autor vaudevillů. Opera měla premiéru v květnu roku 1790, tedy za plně probíhající Velké francouzské revoluce. Její tematika se v Bouřlivém večeru – na rozdíl od některých jiných soudobých Dalayracových děl – neodráží, avšak i její hudba byla využita pro revoluční účely – závěrečný vaudeville byl opatřen slovy občana Alberta jako Hymnus na J.-J. Rousseaua, vytištěn a často během revoluce zpíván.
Ještě v roce uvedení počet repríz dosáhl téměř třiceti. Ve svém domovském divadle Opéra-Comique se Bouřlivý večer hrál dlouhodobě, poslední nové nastudování pocházelo z roku 1822. Tuto operu uváděla přirozeně i provinční francouzská divadla (např. v červnu 1791 měla premiéru v Rouenu, 28. dubna 1818 se hrála v Le Havru), včetně ochotníků (uvedli ji např. při příležitosti oslav dobytí Bastily dne 25. messidoru roku 8 v Aix-en-Provence). 
Ve francouzštině se Bouřlivý večer hrál rovněž v zahraničí: 16. dubna 1791 poprvé v Amsterdamu, 8. června 1791 měl premiéru v hlavním bruselském divadle La Monnaie, roku 1795 v Hamburku, 21. září 1797 v Kolíně nad Rýnem a 3. října 1798 rovněž v carském Gatčinském paláci poblíž Petrohradu. Jsou doklady o představeních této opery ve vlámštině (26. září 1796 Oudenaarde, 16. prosince 1796 Kortrijk) a roku 1799 byla vlámská verze libreta i vytištěna. Bouřlivý večer se hrál také ve Stockholmu od 7. října 1793, a to ve švédském překladu dramatika Carla Magnuse Envallssona (1756–1806) pod názvem Den stormiga aftonen.
V němčině byla tato opera provedena poprvé pod názvem Die stürmische Nacht (překladatel není znám) ve vídeňském předměstském Divadle v Leopoldstadtu, provozovaném skladatelem Wenzelem Müllerem, a to 14. srpna 1795. Ani nové nastudování v roce 1805 ji na repertoár neprosadilo. Libreto této opery v německém překladu dramatika a hudebního vědce Friedricha Rochlitze (1769–1842) jako Der stürmische Abend vyšlo v tiskárně c. k. dvorního divadla ve Vídni roku 1803, avšak tato opera nebyla v té době uvedena. Až 21. února 1809 ji uvedlo Divadlo na Vídeňce; libreto upravil Matthäus Stegmayer a několik hudebních čísel doplnili skladatelé rytíř Ignaz von Seyfried a Johann Jakob Heibel.
Ani v této podobě se Bouřlivý večer na německých scénách příliš neprosadil (z nečetných inscenací lze zmínit Štýrský Hradec roku 1817). Zato se německá podoba této Dalayracovy opery hrála v Petrohradě (1809) a Moskvě (25. listopadu 1820).
O samostatné zpracování téhož námětu jde v případě opery Dostaveníčko s textem Georga von Hofmanna a hudbou Vojtěcha Jírovce (Vídeň 1822), ta však neměla úspěch.
Opéra-Comique uvedla Bouřlivý večer po dlouhé odmlce a naposledy 5. července 1888 spolu s jinou Dalayracovou operou, Raoul de Créqui. Stalo se tak v rámci cyklu „Spectacles historiques“, který měl v přípravě na sté výročí Velké francouzské revoluce připomenout díla hraná během ní. Hudební kritik Edmond Stoullig ho při té příležitosti označil za „mistrovský kus“ a vyzdvihl zvláště „předehru, která je klasickým kouskem rozvinutým s vynikajícím vkusem“. Podle kritika Edmonda Flouryho je Dalayracova hudba „jemná a prostá, možná postrádající originalitu“ a Bouřlivý večer „obsahuje velmi pěkné kousky“; podobně se vyjadřoval Auguste Boisard.

## Osoby a první obsazení
| osoba                        | hlasový obor                  | premiéra (29. května 1790)                       |
| ---------------------------- | ----------------------------- | ------------------------------------------------ |
| Don Carlos                   | baryton                       | Simon Chenard                                    |
| Roberto, jeho přítel         | tenor                         | Jean-Pierre Solié (vl. jm. Soulier)              |
| Constance, sestra dona Carla | soprán                        | Rose Renaud                                      |
| Georgino, milenec Constance  | mezzosoprán (kalhotková role) | Carline(-Nivelon)                                |
| Inès, společnice Constance   | soprán                        | Jeanne-Charlotte Saint-Aubin (vl. jm. Schroeder) |
| Angélino, Robertův lokaj     | tenor (trial)                 | Antoine Trial                                    |
| Notář                        | němá role                     | …                                                |
| Alguazilové                  |                               |                                                  |

## Děj opery
(Salon v Robertově domě s krbem a balkonem, Madrid)
Roberto čte dopis svého přítele, námořníka dona Carlose. Carlosova sestra Constance, byť je vychovávána v klášteře, se přesto zamilovala do mladého Georgina, ale Roberto ho v dopise Carlosovi pohanil a naopak naznačil, že má pro Constance ideální partii (mínil sebe, ale to Carlosovi zatím zatajil pro případ, že by měl námitky kvůli Robertovu věku). Carlos, známý svou uspěchaností i rozhodností, nařídil, ať se ve stanovenou hodinu u Roberta sejdou Constance, on, vyhlédnutý ženich a notář a ihned se uzavře svatební smlouva. Roberto se těší; ostatně poslal Constanci falešné důkazy toho, že je jí Georgino nevěrný, a věří, že dívka si ze vzteku vezme jeho (árie Fillette, qui dans la retraite).

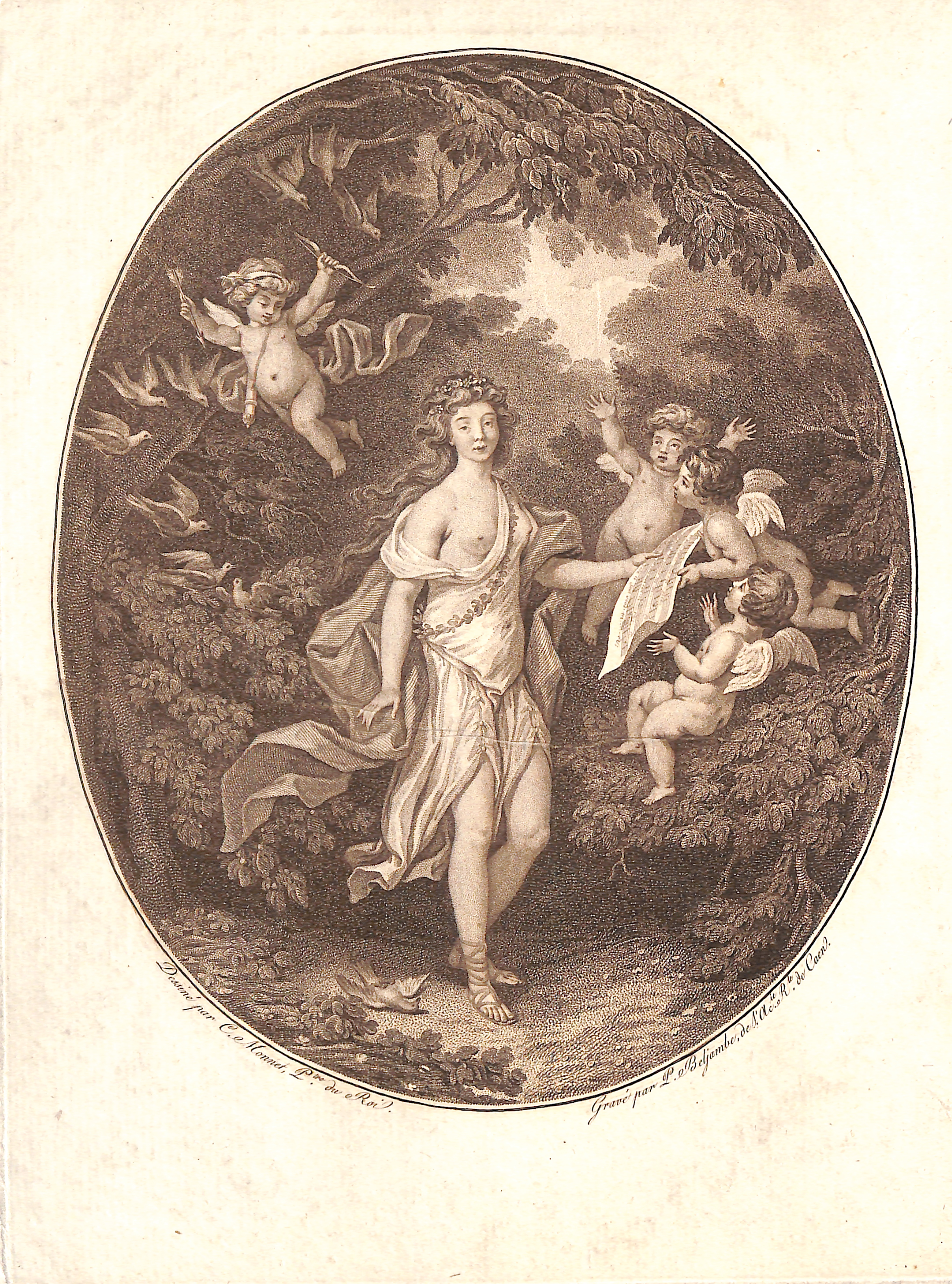
Rose Renaudová, první představitelka Constance v Bouřlivém večeru, rytina Pierra Beljamba podle Charlese Monneta z roku 1792

Jeho sluha Angélino přináší otop a zametá (píseň Auprès de Barcelonne). Pán mu nakázal zajistit muzikanty, kteří by Constanci zazpívali Robertovým jménem dostaveníčko, aby jí polichotil a naklonil si ji. Angélino úkol splnil, ale je zjevné, že nemá Roberta v lásce… Přihází Constance se svou společnicí Inès a Roberto jí lichotí a naznačuje, že ji dnes čeká významná událost – avšak skutečný důvod toho, proč byla povolána z kláštera, prozradit nechce (tercet Tant de charmes, belle Constance). Pak odchází za notářem a nechává zmatené dívky samotné – ale před odchodem hodlá ještě na ulici v zakulení vyslechnout dostaveníčko, které pro Constanci objednal.
Constance ani Inès Robertovi nedůvěřují; vědí, že pomluvil Georgina u dona Carlose a bezvýsledně se pokoušel zviklat i Constanci. Inès však především radí užít si nečekaného vytržení z kláštera (árie Il est des amusements). A jako na zavolanou se objeví Georgino, který je sledoval cestou z kláštera. Společně pak naslouchají dostaveníčku pod oknem – kuriózně o tom, jak jsou láska a manželství věční nepřátelé (Chantons l'Amour et ses plaisirs). Pak pozorují, jak jakýsi rozdurděný a horkokrevný člověk zahání zpěváky holí, láme jejich nástroje a tomu, který nestačil utéci, uštědří řádný výprask – což se ukáže být Roberto.
Ženy a Georgino se baví, dokud se neukáže, že muž s holí je don Carlos mířící sem. Constance rychle ukryje milence na balkoně a už vstupuje Carlos. Libuje si, jak se vypořádal s uličníky, kteří jeho sestře zpívali neslušné písničky. Zatím nastává venku bouře a Georgino na balkoně krutě zmokne (tercet L'amant épris d'amour extrême). Pak se Constance konečně dozví, že se má konat její svatba; bratr čeká jen na ženicha a notáře – a protože je netrpělivý, jde pro nejbližšího notáře sám. Ženy osvobodí promoklého a prochladlého Georgina a tomu se líbí, jak o něho Constance pečuje (árie Vous me plaignez, ma tendre amie!). Tu se vracejí Roberto a Angélino a milenec se tentokrát ukryje do komína krbu. Jenže i Roberto zmokl a přeje si zatopit. Dívky se ho snaží od tohoto úmyslu všemožně odvrátit, ale to, co ho zastaví, je příchod oddílu alguazilů. Muzikanti totiž podali k alcadovii stížnost na surovce, který je zbil a zničil jejich nástroje a který prý vstoupil do tohoto domu. Alguazilové provádějí prohlídku a Roberto se durdí, ale Inès dostane nápad: jakoby neúmyslně prozradí, že oním násilníkem byl Roberto. Alguazilové Roberta přes jeho protesty odvádějí k alcadovi (ansámbl Un homme en ces lieux s'est enfui!).
Georgino je osvobozen, a sotva si oddechne, že unikl vodě, větru i ohni, vpochodují don Carlos s notářem. Vidí Georgina a ihned se domnívá, že to je vyhlédnutý ženich. Zdá se mu trochu mladý, ale jestliže se za něho Roberto zaručil, nepotřebuje vědět více. Nepřítomnost přítele Roberta je sice nemilá, ale don Carlos nemá času nazbyt, a tak se rychle sepisuje svatební smlouva. Konsternovaní Georgino a Constance k ní připojí své podpisy. Don Carlos si mne ruce, a sotva se ve dveřích objeví Roberto, oznamuje mu, že obřad byl v pořádku vykonán, a děkuje mu za jeho organizaci. Roberto skřípe zuby, ale nezbývá mu než situaci přijmout, nasadit úsměv a poblahopřát novomanželům. Ti se radují, že šťastně přečkali bouřlivý večer, a všechny postavy tlumočí divákům ponaučení z příběhu (finále C'est charmant … Oui, Monsieur, pendant votre absence … Livrons-nous à la tendresse a závěrečný vaudeville Vieilard qui d'amour est épris).